# Partit Comunista de la Gran Bretanya
El Partit Comunista de la Gran Bretanya o CPGB (en anglès, Communist Party of Great Britain) va ser un partit polític del Regne Unit, excloent Irlanda del Nord, que va existir del 1920 al 1991. Es tractava del major partit comunista del país, encara que mai no es va convertir en un partit de masses com en els casos de França o Itàlia. Després de la Segona Guerra Mundial i fins als anys seixanta el partit va estar a la cúspide de la seva influència, malgrat no tenir representació a la Cambra dels Comuns.

## Història

### Fundació i primers anys
El CPGB va ser format al 1920 mitjançant la fusió de diversos partits marxistes menors, incloent al Partit Socialista Britànic, al Grup d'Unitat Comunista del Partit Laborista Socialista i a la Societat Socialista de Gal·les del Sud. A més va obtenir el suport de la fracció Comunistes Corporatius de la Lliga Nacional Corporativa, vertebrant comitès d'empresa, clubs socialistes i individus i molts altres exmembres de la campanya Hands Off Russia. Algunes agrupacions locals i molts militants individuals del Partit Laborista Independent també es van afiliar. Com a membre del Partit Socialista Britànic, el diputat Cecil L'Estrange Malone va passar a formar part del CPGB.
Al 1921 va haver-hi una altra unificació amb els grups majoritaris del Partit Comunista (Secció Britànica de la Tercera Internacional) de Sylvia Pankhurst i de l'escocès Partit Laborista Comunista. El partit es va beneficiar d'un període de creixent radicalisme polític a Gran Bretanya just després de la Primera Guerra Mundial i la Revolució d'Octubre a Rússia, també influenciat pel moviment obrer de Red Clydeside d'Escòcia.
Durant la dècada de 1920, el PCGB va intentar treballar dins del Partit Laborista, que en aquella època operava principalment com una federació d'organismes d'esquerres. Primer de manera formal i col·lectiva, posteriorment, després dels impediments del Partit Laborista, a títol individual, el Partit va animar els seus militants aconseguir-ne l'aval electoral com a candidats o la seva ajuda per a algunes candidatures. Alguns comunistes, així, es van convertir en candidats del Partit Laborista, i en les eleccions generals de 1922 , tant Shapurji Saklatvala com Walton Newbold van ser triats diputats.

### Anys 20 i 30
Fruit de la vaga general de 1926, en la qual tindria un paper preponderant juntament amb el Congrés de Sindicats (Trades Union Congress, TUC), la direcció del partit va ser empresonada. Dotze dels seus membres van ser acusats de “conspiració sediciosa”. Cinc van ser empresonats durant un any i uns altres durant sis mesos. Tot i això, durant la pròpia vaga i durant la prolongada agonia de la subsegüent vaga minera, els militants del CPGB es van situar en primer pla defensant la mateixa i intentant desenvolupar la solidaritat amb els miners. El resultat va ser que la militància del partit a les zones mineres es va incrementar enormement al llarg de 1926 i 1927.
El CPGB va tenir èxit a crear una capa de militants molt compromesa amb el partit i la seva política, encara que el seu suport estava concentrat en algunes branques concretes de la producció, específicament la indústria pesant, el tèxtil i la mineria, i a més tendia a estar concentrada també a escala regional, a les conques mineres, certes ciutats industrials com Glasgow i a l' East End de Londres.
Més endavant, el Partit desenvoluparia, en consonància a l'estratègia de la Komintern, una política de major duresa i oposició al Partit Laborista i a l'anomenat reformisme, impulsant la creació d'estructures sindicals pròpies (per tant, fora de la TUC), i d'altres plataformes, com l'exitós Moviment Nacional de Treballadors Aturats (NUWM). Aquestes posicions es modificarien poc després de l'avenç del feixisme, promovent l'estratègia de Front Popular, com va ocórrer a França o a l'Estat espanyol. A Gran Bretanya aquesta política es va expressar a través dels esforços del CPGB per forjar una aliança amb el Partit Laborista i fins i tot amb forces a la dreta del laborisme.
En les eleccions generals de 1935, Willie Gallacher va ser triat com el primer parlamentari del Partit Comunista en sis anys, i el seu primer diputat triat amb l'oposició del laborisme. Gallacher va guanyar l'escó de la circumscripció de West Fife, a Escòcia, una regió minera del carbó en la qual tenia un suport considerable. Durant els anys 30, el CPGB es va oposar a la política d'apaivagament cap a Alemanya nazi i Itàlia feixista del Govern conservador. Els militants del partit van tenir un paper dirigent tant en l'ajuda a les Brigades Internacionals (Batalló Britànic) com en la lluita als carrers contra la Unió Britànica de Feixistes, liderada per Oswald Mosley, els camises negres del qual intentaven emular els nazis en accions antisemites a Londres i altres importants ciutats britàniques.

### Anys de postguerra
En les eleccions generals de 1945, el Partit Comunista va obtenir 103.000 vots i van ser triats dos comunistes com a parlamentaris, Willie Gallacher de nou i Phil Piratin era triat per primera vegada com a diputat del Mile End de l'East End de Londres. Harry Pollitt es va quedar a només 972 vots de guanyar l'escó de Rhondda Est. L'afiliació al partit va assolir el cim el 1943, arribant al voltant de 60.000 membres. Tot i presumir d'alguns intel·lectuals de referència, especialment entre el Grup d'Historiadors del Partit Comunista, aquest era encara minúscul en comparació dels seus homòlegs europeus continentals. El PC Francès, per exemple, tenia 800.000 militants, i el PC Italià tenia 1,7 milions. El partit va intentar de nou, sense èxit, afiliar-se al Partit Laborista el 1935, 1943 i 1946.
A les següents eleccions generals de 1950 van perdre els seus escons, reforçant-se el bipartidisme que aniria consolidant-se en les següents dècades. Així però, des dels anys de la guerra fins als anys seixanta, el CPGB va estar al cim de la seva influència en el moviment obrer, amb molts dels dirigents sindicals entre els seus militants. No només va tenir una immensa influència al Sindicat Nacional de Miners, sinó que va ser extremadament influent al sindicat d'electricistes i al de metal·lúrgics, el sindicat clau entre els obrers de coll blau. A més, gran part de l'esquerra del Partit Laborista estava fortament influïda pel partit.
Al 1951 el Partit va publicar el programa La via britànica al socialisme (Britain's Road to Socialism , BRS) (oficialment adoptat al 22è Congrés, l'abril de 1952), que defensava explícitament la possibilitat d'una transició pacífica al socialisme. Amb la pèrdua de representació parlamentària, el partit va funcionar de manera creixent com a grup de pressió, buscant utilitzar la seva base ben organitzada en el moviment sindical per empènyer el Partit Laborista cap a l'esquerra. Malgrat els èxits a nivell sindical, mai no va poder recuperar posicions a nivell electoral.

### Declivi i desaparició
En anys posteriors, en paral·lel a successos polèmics en el moviment comunista com l'Aixecament d'Hongria, el XX Congrés del PCUS, la ruptura sino-soviètica i d'altres, el Partit s'aniria esquerdant irremeiablement, amb l'abandonament de nombrosos intel·lectuals i quadres del partit, i més endavant amb les primeres formacions de línia dura escindides: el Comitè per derrotar el revisionisme, per la unitat comunista (1963), la Lliga Revolucionària Marxista-Leninista (1968), el Grup d'Apel·lació (1971), el Nou Partit Comunista de Gran Bretanya (1977), i d'altres. Aquesta divisió afavoriria encara més la consolidació ideològica de l'eurocomunisme al Partit, com va ocórrer a tota l'Europa occidental, abandonant gradualment l'obrerisme que tant va caracteritzar el PCGB en dècades prèvies.
A mitjans dels 80 va rebre el cop més fort a nivell intern amb la divisió sorgida entre el sector eurocomunista, que tenia el control de l'aparell del partit, i els crítics amb l'evolució del PCGB, amb un nombre considerable de militants i el control del diari The Morning Star. Aquests darrers trencarien al 1984 amb el partit i formarien al 1988 el Partit Comunista Britànic.
El 1991, quan el bloc socialista va desaparèixer, la direcció eurocomunista del CPGB, liderada per Nina Temple, va decidir dissoldre el partit, i constituir Esquerra Democràtica, un think-tank d'esquerres. D'altres sectors van declarar la intenció de recuperar el PCGB, fundant el Partit Comunista de Gran Bretanya (Comitè Central Provisional), que utilitza de facto el nom històric.

## Secretaris generals
- 1920: Albert Inkpin
- 1929: Harry Pollitt
- 1939: Rajani Palme Dutt
- 1941: Harry Pollitt
- 1956: John Gollan
- 1975: Gordon McLennan
- 1990: Nina Temple

## Membres destacables
| - David Aaronovitch - Kingsley Amis - George Alfred Barnard - Leila Berg - J. D. Bernal - Bill Bland - Anthony Blunt - Jim Bollan - Edith Bone - Bessie Braddock - Noreen Branson - Peter Brearey - Maurice Brinton - Beatrix Campbell - Christopher Caudwell - Bernard Coard - Ken Coates - Robert Conquest - John Cornford - Maurice Cornforth - Bob Crow - Jack Dash - Edmund Dell - George Derwent Thomson - Rajani Palme Dutt - Stewart Farrar - Peter Fryer | - Gerry Gable - Willie Gallacher - David Gascoyne - Robert Griffiths - J. B. S. Haldane - Anita Halpin - Wal Hannington - Jock Haston - Denis Healey - Gerry Healy - Eric Heffer - Margot Heinemann - Jim Higgins - Christopher Hill - Jeanne Hoban - Eric Hobsbawm - David Holbrook - Thomas A. Jackson - Lewis Jones - Pat Jordan - Luke Kelly - Helena Kennedy - Pieter Keuneman - James Klugmann - Charles Lahr - John Lawrence - Doris Lessing - Jack Lindsay - James Litterick | - Ewan MacColl - Hugh MacDiarmid - Mick McGahey - Carl Marzani - Claude McKay - Arthur MacManus - Harry McShane - Cecil L'Estrange Malone - Peter Mandelson - John Manifold - Carl Marzani - John Maynard Smith - William Mellor - Seumas Milne - Iris Murdoch - J. T. Murphy - Andrew Murray - A. L. Morton - Walton Newbold - Sylvia Pankhurst - Wogan Philipps, 2nd Baron Milford - Phil Piratin - Harry Pollitt - Raymond Postgate - Annie Powell - Jimmy Reid - John Reid - Al Richardson - Edgell Rickword | - Michael Roberts - Andrew Rothstein - Shapurji Saklatvala - Raphael Samuel - John Saville - Reginald Saxton - Hugh Scanlon - Alfred Sherman - Derek Simpson - Cliff Slaughter - Sue Slipman - Michael John Smith - Ken Sprague - Hedi Stadlen - Randall Swingler - Tilda Swinton - A. J. P. Taylor - Edward Palmer Thompson - Alan Thornett - Dona Torr - Philip Toynbee - David Triesman - Edward Upward - Freda Utley - Harry Wicks - Ellen Wilkinson - Raymond Williams - Tom Wintringham |

## Vegeu més
- Nou Partit Comunista de Gran Bretanya